# Bleed It Out
Bleed It Out je píseň americké rockové skupiny Linkin Park. Píseň byla vydána jako druhý singl z jejich třetího studiového alba Minutes to Midnight. Singl byl vydán 17. srpna 2007.

## Videoklip
Videoklip k písni režíroval Joe Hahn. Premiéra proběhla 31. července 2007.
Videoklip byl natočen a následně přetočen (do podoby jednoho souvislého záběru). Při natáčení bylo použito greenscreen. Ve videoklipu se odehrává barová rvačka. Na konci klipu je odhaleno, že tuto masivní rvačku odstartovalo pozvracení boty jedné osoby. Celá rvačka se odehrává pozpátku.

## Seznam skladeb
| CD     | CD                                | CD    |
| Pořadí | Název                             | Délka |
| ------ | --------------------------------- | ----- |
| 1.     | "Bleed It Out"                    | 2:44  |
| 2.     | "Given Up" (Third Encore Session) | 3:08  |